# Сан Бјађо (Равена)
Сан Бјађо је насеље у Италији у округу Равена, региону Емилија-Ромања.
Према процени из 2011. у насељу је живело 46 становника. Насеље се налази на надморској висини од 36 м.